# Gurelca erebina
Gurelca erebina är en fjärilsart som beskrevs av Butler 1875. Gurelca erebina ingår i släktet Gurelca och familjen svärmare. Inga underarter finns listade i Catalogue of Life.